# Yōrō
La era Yōrō (養老?) fue una era japonesa (年号 nengō?) posterior a la era Reiki y anterior a la era Jinki. Tuvo lugar entre el año 717 y 724. La emperatriz reinante fue Genshō-tennō (元正天皇?).

## Cambio de era
- Yōrō gannen (養老元年?); 717: El cambio de era tuvo lugar el Reiki 3, el día 17 del undécimo mes (717 d. C.).[2]

## Eventos en la era Yōrō
- Yōrō 1: El sadaijin Iso kami Marō muere a la edad de 78.[3]
- Yōrō 2 (718): Se encargan revisiones y comentarios al código Taihō, los cuales son conocidos como Código Yōrō (養老律令 Yōrō-ritsuryō?).[4]
- Yōrō 5: el recién concluido Nihonshoki en 30 volúmenes es ofrecido a la emperatriz.[5]
- Yōrō 5: El udaijin Fujiwara Fuhito muere a la edad de 62.[6]
- Yōrō 5: La Emperatriz Gemmei muere a la edad de 61 años.[6]